# Urlaubsreif
Urlaubsreif (Originaltitel: Blended) ist eine romantische Filmkomödie aus dem Jahr 2014 von Regisseur Frank Coraci mit Adam Sandler und Drew Barrymore in den Hauptrollen.

## Handlung
Jim ist nach dem Krebs-Tod seiner Frau alleinerziehender Vater von drei Mädchen: Lou, Larry und Espn (die er nach dem Fernsehsender ESPN benannt hat). Der Leiter einer Filiale einer Sportartikel-Kette hat erstmals seit Jahrzehnten eine Verabredung mit einer unbekannten Frau. Als Treffpunkt hat er sich das Fastfood-Restaurant Hooters ausgesucht, wo er auf Lauren trifft. Die ist mit ihrer Firma Closet Queens selbständige Schrank-Organisatorin und seit kurzem geschieden, nachdem ihr Mann sie mit einer anderen Frau betrogen hatte. Ihr Ex-Mann kümmert sich jedoch nicht mehr um ihre beiden Söhne Tyler und Brendan, sodass sie ebenfalls alleinerziehend ist.
Das Treffen von Jim und Lauren wird ein kompletter Reinfall und beide wollen sich auch nicht mehr sehen. Kurze Zeit später treffen sich die beiden zufälligerweise in einem Geschäft wieder. Dort will Jim gerade Tampons für seine Tochter kaufen, die ihre Periode bekommen hatte. Lauren will ein Männermagazin für ihren Sohn besorgen, da sie aus Wut ein Poster aus einer Zeitschrift zerrissen hat, das dieser unter seinem Bett versteckt hatte. Da es ihnen beiden peinlich ist, einigen sie sich, dass die Tampons Lauren an der Kasse bezahlt und das Männermagazin Jim, danach gehen sie wieder getrennte Wege.
Am nächsten Tag taucht Jim vor Laurens Haustür auf, da ihre Kreditkarten beim letzten Einkauf im Supermarkt von der Kassiererin vertauscht wurden. Als sie gerade ihre Karten tauschen wollen, kommt Laurens Freundin und Geschäftspartnerin Jen hinzu und erzählt, dass sie sich von ihrem reichen Freund Dick wegen seiner fünf Kinder getrennt hat und damit auch ihre für die nächste Woche gebuchte Reise nach Südafrika ins Wasser fällt. Jim findet heraus, dass es sich bei Dick um seinen Chef und Besitzer der Sportartikel-Kette handelt. Heimlich ruft er ihn an, um ihm die gebuchte Reise günstig abzukaufen. Gleichzeitig übernimmt Lauren die gebuchten Plätze von Jen.
In Afrika treffen die beiden Familien schließlich aufeinander und müssen sich die Zimmer teilen und miteinander arrangieren. Schnell finden Jims Kinder Sympathie für Lauren und auch Jim zeigt Empathie im Umgang mit Laurens ängstlichem jüngsten Sohn. Lauren erkennt nach und nach, dass Jim doch nicht so ungelenk ist, wie dies beim Date im Hooters den Eindruck erweckt hatte. Auch erfährt sie, dass er das Lokal deshalb auswählte, weil es früher von Jims verstorbener Frau geleitet wurde. Jim hingegen weiß, dass er das Blinddate im Hooters vermasselt hatte und arrangiert ein neues Treffen im Ferienhotel; beide kommen sich näher, bevor es aber zum Kuss kommt, weicht Jim zurück, weil er das noch nicht könne.
Zurück in Amerika erkennt Jim mithilfe seiner Töchter, dass er nun doch bereit für eine neue Beziehung ist; am Ende des Films kommt er mit Lauren zusammen.

## Hintergrund

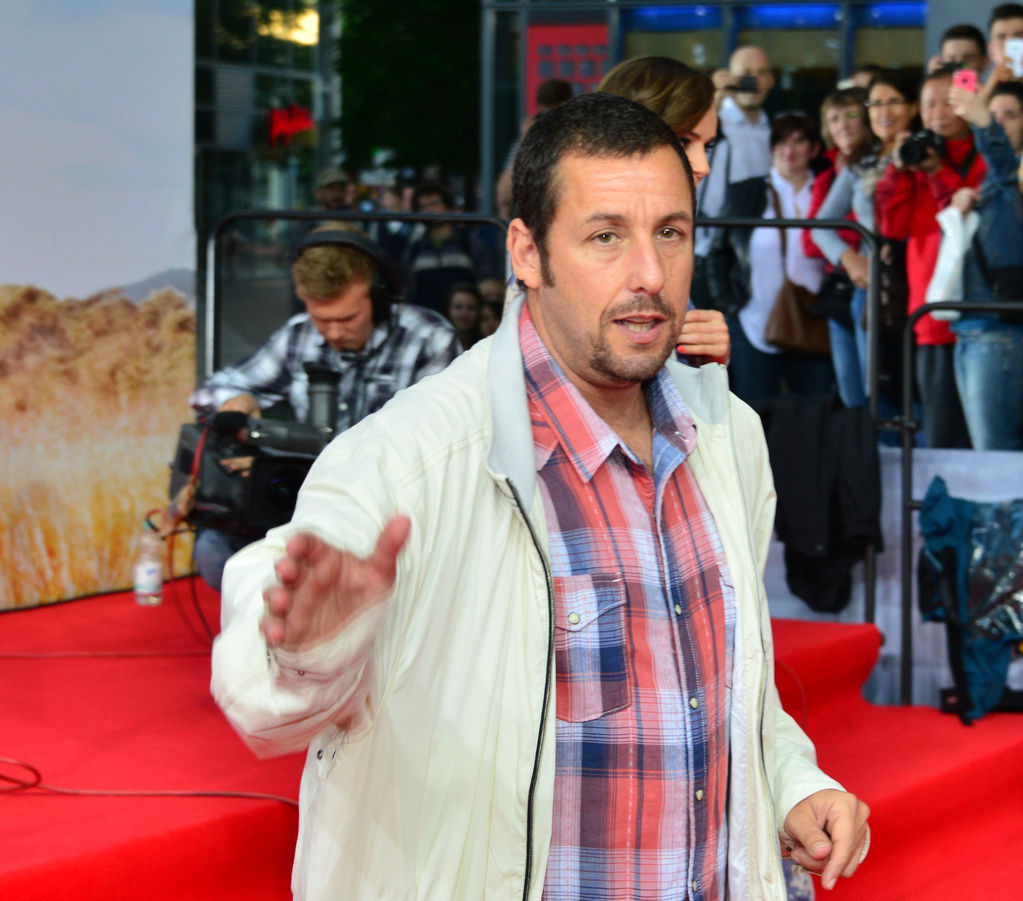
Adam Sandler bei der Premiere des Films im Mai 2014 in Berlin

- Der Originaltitel, der wörtlich übersetzt „gemischt“ bedeutet, bezieht sich auf den Begriff blended family, was in der deutschen Sprache meist als Patchwork-Familie bezeichnet wird.
- In dem Film treten viele Mitglieder der Sandler-Familie auf, so seine Frau Jackie Sandler, seine Töchter Sadie und Sunny sowie auch seine Mutter Judith.
- Nach Eine Hochzeit zum Verlieben (bei dem ebenfalls Frank Coraci Regie führte) und 50 erste Dates ist dies die dritte Filmkomödie mit Adam Sandler und Drew Barrymore als Filmpaar in den Hauptrollen.
- Im Film hat Allen Covert einen Cameo-Auftritt als der unter Gedächtnisverlust leidende Tom. Diese Rolle spielte er bereits in 50 erste Dates, dem letzten gemeinsamen Film von Adam Sandler und Drew Barrymore.
- Des Weiteren hat der Fast-Bowler der südafrikanischen Cricket-Nationalmannschaft, Dale Steyn, einen Cameo.
- Bei den beiden Zeitlupen-Auftritten, sowohl zunächst der gestylten Hilary, als auch später bei Lauren, werden nacheinander die Songs I’m Every Woman (Chaka Khan), I’ll Make Love To You (Boyz II Men) und It’s the End of the World as We Know It (R.E.M.); bei Lauren zusätzlich noch I Kissed a Girl (Katy Perry), eingespielt, um die Gedanken anwesender Personen darzustellen.
- Der Film wurde hauptsächlich in Sun City (Südafrika) gedreht, einzelne Szenen auch an verschiedenen Orten im US-Bundesstaat Georgia.
- Die Weltpremiere fand am 19. Mai 2014 in Berlin statt. Der Kinostart in Deutschland war am 22. Mai 2014, in den USA am 23. Mai 2014.

## Synchronisation
Für das Dialogbuch war Jan Odle und für die Dialogregie war Axel Malzacher bei der FFS Film- & Fernseh-Synchron, Berlin zuständig.
| Darsteller/in        | Rolle                   | Synchronsprecher/in     |
| -------------------- | ----------------------- | ----------------------- |
| Adam Sandler         | Jim Friedman            | Dietmar Wunder          |
| Drew Barrymore       | Lauren Reynolds         | Nana Spier              |
| Kevin Nealon         | Eddy                    | Stefan Gossler          |
| Terry Crews          | Nickens                 | Ron Williams            |
| Wendi McLendon-Covey | Jen                     | Victoria Sturm          |
| Emma Fuhrmann        | Espn Friedman           | Léa Mariage             |
| Bella Thorne         | Hilary „Larry“ Friedman | Jodie Blank             |
| Alyvia Alyn Lind     | Lou Friedman            | Nisha Wunder            |
| Joel McHale          | Mark                    | Norman Matt             |
| Abdoulaye N’Gom      | Mfana                   | Salomon Woubayehu Ayele |
| Kyle Red Silverstein | Tyler Reynolds          | Joshua Wunder           |
| Zak Henri            | Jake                    | Patrick Baehr           |
| Jessica Lowe         | Ginger                  | Daniela Reidies         |
| Braxton Beckham      | Brendan Reynolds        | Elia Francolino         |
| Shaquille O’Neal     | Doug                    | Tobias Kluckert         |
| Lauren Lapkus        | Tracy                   | Nicole Hannak           |
| Dan Patrick          | Dick                    | Joachim Tennstedt       |
| Alexis Arquette      | Georgina                |                         |
| Allen Covert         | Tom                     | Jacques Breuer          |
| Rob Moran            | Baseball-Dads           | Michael Iwannek         |
| Michael Buscemi      | Baseball-Dads           | Viktor Neumann          |
| Marissa Raisor       | Bethany                 | Christin Quander        |
| Dale Steyn           | Dale                    | Tobias Nath             |
| Jared Sandler        | Junge im Sportgeschäft  | Jeffrey Wipprecht       |
| Josette Eales        | Masseuse                | Christin Marquitan      |
| Jonathan Loughran    | Schiedsrichter          | Matthias Rimpler        |
|                      | TV-Kommentator          | Axel Malzacher          |

## Kritiken
„Die rührenden Elemente des Films greifen kaum, was an der Arglosigkeit liegt, mit der die Darstellung der Minderheit der Schwarzen für Komik sorgen soll: Die an rassistischen Klischees kaum noch zu übertreffende Zeichnung der Afrikaner, die außer Dauer-Gesang und -Tanz, entweder sehr greifbare Anzüglichkeiten oder unfassbare Inkompetenz an den Tag legen dürfen, ist mit der Genre-affinen ,Über‘-Zeichnung der Komödie nicht mehr zu rechtfertigen. […] Jims Predigt von den ,inneren Werten‘, nachdem Lauren seiner ältesten Tochter die ,endlich fällige‘ Schönheitskur verpasst hat, damit diese ihren Schwarm für sich gewinnen kann, wirkt hingegen nur vorgeschützt, wenn sich Lauren bei Jen beklagt, dass sie doch knappere Kleider und höhere Schuhe hätte tragen sollen, um ihren Ehemann zu halten – und dieses Prinzip nicht nur auf Jims Tochter überträgt, sondern auch auf sich selbst, um sich den nächsten Mann, nämlich Jim, zu angeln.“

„Wie in seinen anderen Filmen auch, hält sich Sandler nicht mit Grautönen oder Feinheiten auf. […] Darum gibt’s in ,Urlaubsreif‘ zwischen Romantik immer wieder auch kopulierende Nashörner, laute und sehr tief ausgeschnittene Blondinen, ,Cameltoes‘ und andere Schlüpfrigkeiten. […] Das ist alles kein ganz großes Kino, aber – im Vergleich zu anderen Sandler-Filmen erträglich (speziell im Vergleich mit seinen vorangegangenen Filmen wie Kindsköpfe 2 oder Jack und Jill).“

„Im weiten Meer kindischer Peinlichkeiten und hölzerner Konstruktionen finden sich nur wenige kleine Wogen schlagfertiger Komik und warmherziger Gefühle.“

„Vollkommen überdreht, voller Klischees, und doch ist ,Urlaubsreif‘ voller normaler Menschen und echter Geschichten. […] Es gibt Szenen, die einem die Tränen in die Augen treiben, sowohl vor Lachen als auch vor Weinen, aber die Balance zwischen Komik und Problemgespräch wird wacker gehalten.“

„Nicht nur gelingt es Frank Coraci kaum, die Fäden des abstrusen Plots zusammenzuhalten, der völlig wirr zwischen romantischer Komödie, Beziehungsdrama, Coming of Age-Elementen, und dümmlichsten Slapstick-Einlagen hin und her-taumelt und bisweilen an die bizarren 70er-Jahre Komödien von Adriano Celentano erinnert. Nein, was darüber hinaus weitaus mehr schmerzt, ist ein pudelwohl daherstolzierendes konservatives Familien- und Männerbild, das durch verhaltene Ironie zwar dann und wann pflichtschuldigst abgewatscht, aber im Kern doch zelebriert wird, indem aus zwei desolaten Kleinfamilien – hokospokus – eine intakte Großfamilie generiert wird. […] Während man also verblüfft und fassungslos einem pseudofolkloristischen Feuerwerk zuschaut, das zudem von unvorstellbar ausgehöhlten ethnischen Stereotypen unterfüttert ist, entgleitet einem der Film auch längenmäßig immer wieder.“

## Negativpreise
- 2014: Nominierung für den Houston Film Critics Society Awards: Schlechtester Film
- 2015: Nominierung für die Goldene Himbeere Schlechtester Schauspieler: Adam Sandler
- 2015: Nominierung für die Goldene Himbeere Schlechteste Schauspielerin: Drew Barrymore
- 2015: Nominierung für die Goldene Himbeere Schlechtester Nebendarsteller: Shaquille O’Neal